# Грязное (Верховский район)
Грязное — деревня в Верховском районе Орловской области. Входит в состав Галичинского сельского поселения. Население — 464 чел. (2010).

## География
Грязное находится в северо-восточной части области на Среднерусской возвышенности.
Часовой пояс
деревня Грязное, как и вся Орловская область, находится в часовой зоне МСК (московское время). Смещение применяемого времени относительно UTC составляет +3:00.

## Население
| 2002 | 2010 |
| ---- | ---- |
| 472  | ↘464 |

Национальный состав
Согласно результатам переписи 2002 года, в национальной структуре населения русские составляли 98 % от общей численности населения в 472 жителей.